# 末影人
末影人（英語：Enderman），又譯末影人，是電子遊戲《我的世界》中的生物物種，由遊戲製作人馬庫斯·佩爾松於2011年以瘦長人為靈感創造出來。末影人通體漆黑，擁有細長的四肢和紫色的眼睛，生成於遊戲世界的所有三個維度，以末地維度數量最眾，能夠瞬間移動以及拾起或放下方塊。雖然末影人是中立生物，但在被玩家直視或攻擊時則會轉而與玩家敵對。

## 設計
|                 | 我想要一些更心理層面的東西，為了真正強調盯著末影人看是個壞主意，我讓末影人在你看它們的時候僵住並轉向你，只要你直視它們，它們就會一動不動地直視你，一旦你移開視線，它們就會迅速向你襲來。 |
| ——馬庫斯·佩爾松 | |

末影人的設計靈感源自恐怖角色瘦長人，兩者均擁有纖細的身形，並經由眼神接觸活化，末影人在玩家轉身時的移動方式也與瘦長人非常相似。雖然佩爾松最初打算命名該角色為「Farlanders」，但在社群發現該角色與瘦長人的相似之處後，佩爾松又據此提出了目前的名字，並經由社群投票而確定下來。最初末影人的眼睛是綠色的，並且在瞬移時發出的是煙霧，後來佩爾松又將它們的眼睛改成了與地獄傳送門一致的紫色，瞬移時則會留下一道周身漂浮的紫色地獄傳送門粒子。最初末影人搬運方塊的能力更強，並經常會在玩家建造的建築物上留下難看的洞，所以在佩爾松在其推出後不久就削弱了這一點。
佩爾松在他的部落格中詳細介紹了末影人的外觀和功能，形容其「顏色黑暗，四肢細長，移動緩慢，會拾取並搬動方塊」。佩爾松希望末影人能成為一種「可遠觀而不可靠近的恐怖之物」，最初測試時末影人的攻擊方式被設計成與殭屍類似，但佩爾松認為這樣玩起來一點都不嚇人，於是提高了其移動速度和傷害值，但這樣仍然不能讓佩爾松滿意，最後末影人被設計成經由直視觸發敵對狀態，並擁有了瞬移能力。佩爾松似乎非常確信他創造末影人就是為了嚇人：「所以那些四處晃蕩的無助玩家都該做點預防措施，免得和這些怪物對上眼。」同時為了避免玩家感到猝不及防，佩爾松將末影人設定為會盡量瞬移到玩家視野範圍中。

## 特徵
末影人有3個方塊高，是遊戲中最高的生物之一。在主世界以單個的形式在黑暗处生成，在下界以小群的形式生成，它們在主世界和下界非常罕見，而在末地則數量眾多，是唯一一種在遊戲中的三個維度都能自然生成的生物。末影人擁有在一定範圍內隨機瞬移的特殊能力，還擁有在不改變其狀態的情況下拾起或放下方塊的獨特能力。
雖然末影人不會主動攻擊玩家，但遭到玩家攻擊或被玩家注視，即用十字準星對準它們的臉部時，末影人就會轉而與玩家敵對。末影人被玩家殺死後有50%的概率掉落末影珍珠，玩家可以扔出末影珍珠來進行瞬間移動。末影人的弱點是水，甚至雨滴都會對末影人造成傷害，所以它們會避開水，在雨天則會不斷瞬移。

## 反響

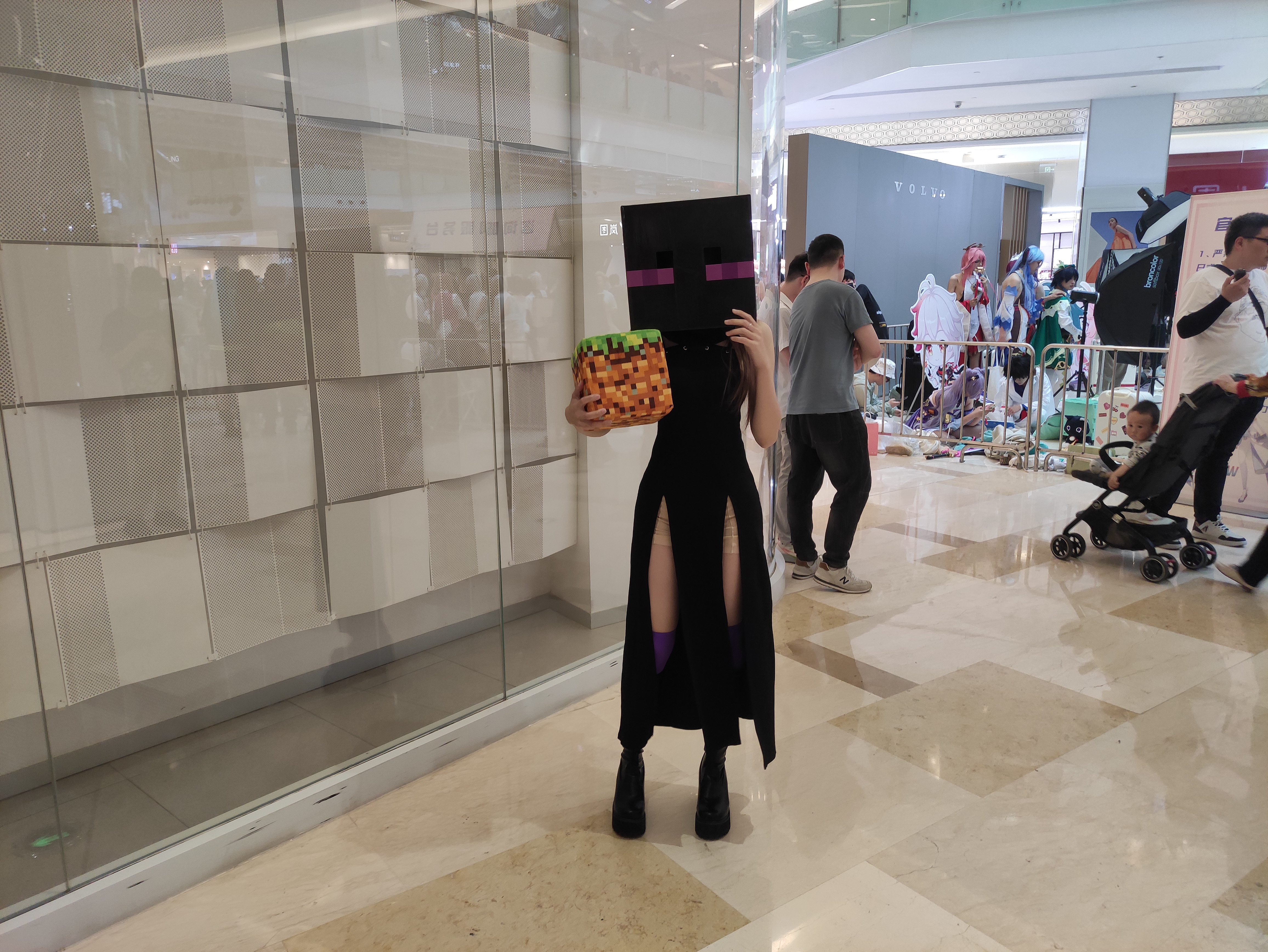
一位扮成末影人的coser

末影人於2011年9月發布的1.8版本更新中首次亮相，迄今已成為最受《我的世界》粉絲歡迎的角色之一，它的形象出現在許多周邊商品中，還在《任天堂明星大亂鬥 特別版》中作為史蒂夫的角色外觀出現。Game Rant的《〈我的世界〉中最強大的18種生物》將末影人排在第9位：「它們可以隨意瞬移，並利用這種能力躲避投射物攻擊，迫使玩家必須與它們進行近身戰鬥，而這正是它們的最致命之處。」Collider的Gaby Shedwick形容末影人是《我的世界》中的最邪惡、最奇特的怪物：「它們或許不是遊戲中最強大的敵人，然而怪異的設計加上怪異的外表，使得在遊戲中看到它們格外令人恐懼。」VG247的Jessica Citizen認為末影人的引入旨在「削弱玩家在遊戲中的主宰感」。
喬治亞大學的Shira Chess和中密蘇里大學的Eric Newsom在《民間傳說、恐怖故事和瘦長人》中的〈面對瘦長人〉一章將末影人描述為瘦長人在網路上日益流行的產物，而遊戲設計者對角色心理和恐怖特質的強調有助于玩家将末影人和瘦長人聯係起來。布拉迪斯拉发斯洛伐克工业大学的Branislava Vranić和Valentino Vranić則認為，末影人自一開始便被視為擁有特殊能力的神秘生物，例如其本身和掉落的末影珍珠均具備瞬移能力，而遊戲僅解釋為後者的能力源自前者本身。這一解釋雖然合理，卻也留下了不少謎團，但同時保持了末影人的獨特性，避免了遊戲中的矛盾。對於許多遊戲中的現象，解釋往往是故事的一部分，真正的答案往往無法完全解釋清楚，反而過於分散注意力或缺乏趣味。

## 改編
《樂高我的世界》於2025年推出了編號21279的末影人塔積木套裝，其主要結構是一座17.5英寸（44）高的末影人形狀的塔，由867塊積木構成，塔頂被設計為下界傳送門房間，雙肩被設計為陽台，塔內包含工作台、一附魔台和一存放末影珍珠的儲物箱，腿部則有梯子，手臂可靈活擺動，塔外則飾以诡异森林和緋紅森林生物群系的元素。
在《我的世界：地下城》中，末影人的凝視機制被修改為距離機制，在玩家接近時，末影人會轉身並眼睛發光，螢幕會疊加靜電效果並觸發不祥的音效，如果玩家靠得太近，末影人會發出尖叫並變得充滿敵意。可下載內容〈虛空迴響〉中還添加了渾身長滿眼睛的看守靈、能從雙臂發射能量彈的爆破靈、會發射黏稠物困住玩家的迷惑靈、擁有錘子式的雙臂的終界遣使四種變種。
在《我的世界：故事模式》中，末影人是第三章〈終望之地〉的主題，在幾個關鍵場景中扮演了令人毛骨悚然的反派角色，並與主角傑西和隊友們發生了戰鬥。在《我的世界大电影》中，當亨利在林地府邸中碰到末影人並直視它們的眼睛時，他開始陷入幻覺中的紫色空間，看到朋友們責罵他並表達對他的失望，所有人的眼睛都發出紫色的光芒——除了白色眼睛的史蒂夫。